# Andy Goldsworthy
Andy Goldsworthy (Chesire, Anglaterra, 26 de juliol de 1956) és un escultor d'art natura, fotògraf i ecologista anglès.

## Biografia
Va créixer al costat de Harrogate Leeds, a l'oest de Yorkshire. A partir dels 13 anys, va començar a treballar com obrer agrícola; una experiència que li va permetre desenvolupar una intensa consciència del seu entorn i una apreciació de les qualitats efímeres del paisatge. Entre el 1974 i el 1975, va estudiar Belles Arts a Bradford School of Art a la seva ciutat natal, i del 1975 al 1978 a la Preston Polytechnic a Preston (Lancashire), on es va familiaritzar amb altres artistes britànics seguint una doctrina ambiental similar, incloent Richard Long i Hamish Fulton. Després de sortir de la universitat, Goldsworthy vivia a Yorkshire (Lancashire). El 1985 es va traslladar a Langholm (Dumfriesshire) i un any més tard a Penpont. Actualment viu i treballa a Escòcia.

## Treball artístic
Goldsworthy, s'interessa per l'essència de les coses, pels seus colors, les seves formes i qualitats, pel seu lloc en el temps i en la naturalesa. Les seves creacions no revelen una naturalesa idíl·lica, sinó que són generades a partir de la comprensió de les qualitats físiques d'aquesta. Aconsegueix mostrar la fortalesa que, rere una aparent fragilitat, resideix en tots els elements naturals.

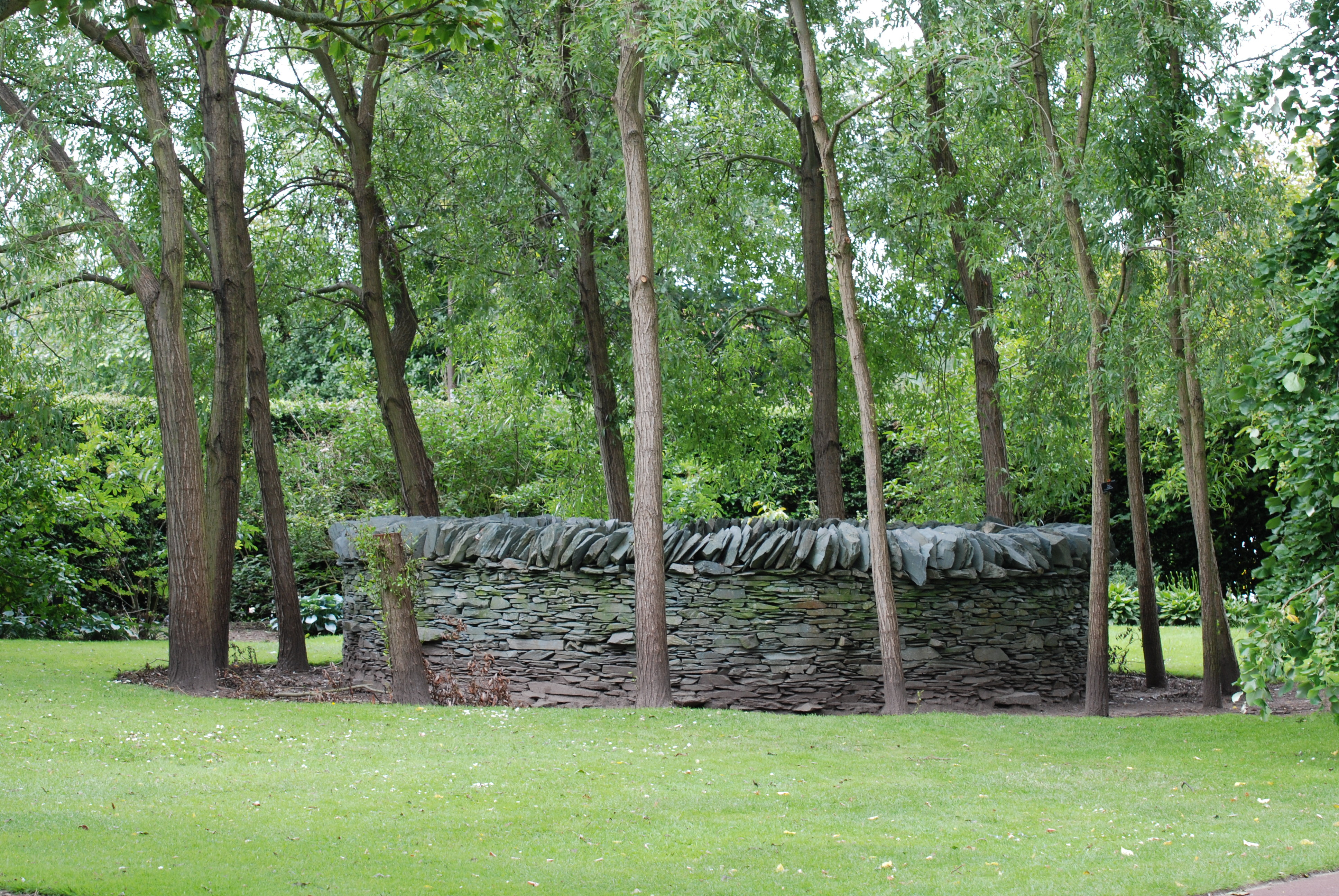
Escultura al Reial Jardí Botànic d'Edinburg

El procés de creació de les seves obres es vincula al procés de creixement de la naturalesa, de la seva energia i moviment. Un procés respectuós en el sentit del lloc, èticament compromès amb el mateix ritme de la naturalesa. Les obres de Goldsworthy, amb relació a la seva bellesa formal, les emplaça de forma inequívoca en el àmbit de l'art. Comporten un apreciable càrrega de treball manual i això estableix un vincle entre el concepte del geni artista i l'esforç laboriós de l'artesà. En relació al seu ofici, l'artista comentava que l'esforç físic, quan resulta monòton, produeix automatisme, però també una immersió en la tasca, la qual porta a perfeccionar aspectes no del tot pràctics. Obliga, en definitiva, a buscar una manera gratificant de trencar el temps personal amb el temps exterior.

### Temps/Entorn
Goldsworthy empeny una paciència descomunal i en ella opera sobre la matèria de les estacions. Treballa amb el transcurs del temps ajudant-se de les condicions meteorològiques, sobre allò que li presenta l'entorn i els moments de l'any. La seva obra, com un dels seus propòsits, intenta fer-nos percebre l'obediència en la que viu l'imperi del temps, mostrar la seva rigorosa acció sobre el color, la gravetat o la gràcia. Per a executar-les, ha d'alliberar-se per força dels seus propis ritmes i entrar en el temps dels processos naturals. Goldsworthy ha treballat al llarg d'Amèrica, Europa, Austràlia, Japó, Canadà i el Pol Nord, però gran part de la seva obra se situa a Escòcia. Tot i que la majoria de les seves obres conegudes es creen a l'aire lliure en llocs remots que tenen un significat personal per a l'artista, algunes de les seves peces s'han exposat també en galeries.

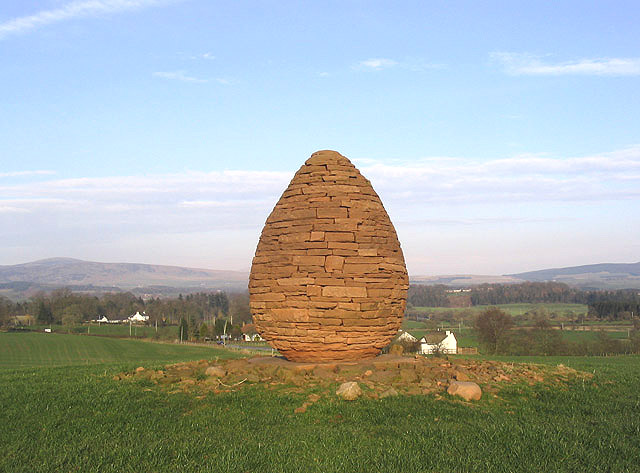
Millennium Cairn, intervenció de Goldsworthy a prop de Penpont

### Materials
El temps i l'entorn, condiciona a l'hora d'escollir els materials, els quals són sempre específics, mai substituïbles per altres que poguessin rendir els mateixos resultats estètics, els quals, amb freqüència, són els materials naturals que troba en el lloc: branquetes, fulles, pedres, neu, gel, canyes, espines. A conseqüència, la majoria de les obres són efímeres, però demostren, en la seva curta vida, l'extraordinari sentit del joc i del lloc de Goldsworthy. A part, en el procés, aconsegueix inserir en cada obra el procés mateix que va necessitar per la seva realització, és a dir, que pràctica les modificacions a partir de medis naturals, per exemple: quan divideix plomes de garsa amb una pedra afilada o uneix fulles amb espines.

### Fotografia
La fotografia té un paper crucial en el seu art, a causa del seu estat, sovint efímer i transitori. Busca l'elusiu moment d'equilibri enfrontat en el temps, el qual, només la seva càmera Hasselblad, és la responsable de capturar aquests instants de canvi. Per això, considera que les fotografies són l'idioma en el que descriu el seu art, la llengua en la que ve i reconeix allò que fa. Les fotografies són l'únic medi amb el qual documenta les seves activitats creatives. Goldsworthy fotografia els seus llocs abans, durant i després que ell hagi creat les estructures dins el paisatge, permetent que aquestes fotografies serveixin com registres permanents de cada peça, les quals acaba recopilant en llibres i catàlegs.

## Obres

### Art efímer
- Scaur Water, Dumfriesshire. 14 d'octubre de 1991.
- Townhead Burn, Dumfriesshire. 26 de novembre de 2003.
- Scaur Water, Dumfriesshire. 31 de desembre de 2003.
- Townhead Burn, Dumfriesshire. 19 d'abril de 2004.[5]
- Townhead Burn, Dumfriesshire. 20 de gener de 2007.[6]

### Instal·lacions
- ’’Prairie cairn'’. Grinnell, Iowa. 1 de novembre de 2001.[5]
- ’’Dub Stone Fold'’. Melmerby, Cumbria. Septembre de 2001.
- Townhead Burn, Dumfiesshire. Gener-febrer de 2006.
- ’’Hanging Trees'’. Oxley Bank, Yorkshire sculpture park, West Breton. Abril de 2006.[6]

## Algunes exposicions
- ’’Sheep Paintings'’. The Longside Galery, Yorkshire sculpture park, West Breton. Març de 2007.[6]
- ’’Garden of Stones'’. Museum of Jewish Heritage, Nova York. 16 de setembre de 2003.[5]
- ’’Refuge slate’’. Galerie Lelong, Paris. Abril de 2006.
- ’’Roof’’. National Galery of art, Washington, USA. 2004-2005.[6]